# Юргель, Софья Мартыновна
Софья Мартыновна Юргель (бел. Соф'я Мартынаўна Юргель, 18 мая 1935, д. Казюки, Виленское воеводство, Польская Республика, теперь Глубокский район— 21 июля 2007) — Герой Социалистического Труда (1958)

## Биография
С 1950 года — трактористка, бригадир тракторной бригады Глубокской МТС, с 1958 года бригадир тракторной бригады колхоза «За Родину» Глубокского района, с 1961 года слесарь-инструментальщик, в 1969—80 — слесарь-комплектовщик Глубокского районного объединения Госкомсельхозтехники.
Звание Героя было присвоено за успехи в сельскохозяйственном производстве.